# Florea Dudiță
Florea Dudiță (n. 12 aprilie 1934, Dejești, România – d. 12 iunie 2025, Brașov, România) a fost un inginer, profesor universitar, administrator academic (prorector si rector al Universitati din Brașov) si politician roman. 
In legislatura 1992-1996 a fost ales senator român în județul Brașov pe listele partidului FDSN. A demisionat din Parlament pe data de 10 iunie 1993 și a fost înlocuit de senatorul Ioan Lupu. Intre 1995 și 1997, Dudiță a fost ambasador al României în Republica Federală Germania, mandat presărat cu acuze de incompetență și corupție.
In domeniul ingineriei, Florea Dudiță (și-a semnat lucrările in limbi străine cu "F. Duditza") este cunoscut pentru contribuțiile sale în domeniul transmisiilor cardanice, mecanismelor spațiale și roboticii industriale.
A publicat un numar de carti de aforisme si cugetari printre care Geoconcentrisme (2000), Nu aruncati cu pietre in politicieni (2010), Politica nu e cruce de-nchinat! (2018).  
A încetat din viață în Brașov pe 12 Iunie 2025. 

## Legături externe
- Florea Dudiță Arhivat în 22 august 2016, la Wayback Machine.
- Universitatea Transilvania din Brașov

- Academia de Științe Tehnice din România

- Biblioteca Județeană Brașov